# 9-й Венецианский кинофестиваль (1941)
9-й Венецианский международный кинофестиваль проходил в Венеции, Италия, с 30 августа по 14 сентября 1941 года. Впоследствии признан официально не состоявшимся, вследствие чего Венецианский кинофестиваль 1948 года вновь получил порядковый номер 9.

## История
Председателем жюри являлся Джузеппе Вольпи, генеральным секретарём — Антонио Мараини (Antonio Maraini), директором — Оттавио Кроце (Ottavio Croze).
Так же, как на фестивалях 1940 и 1942 года, конкурсные фильмы демонстрировались не в киноцентре на острове Лидо, реквизированном для нужд армии, а в кинотеатрах «Россини» и «Сан-Марко».
Награды:
- Кубок Муссолини за лучший иностранный фильм: «Дядюшка Крюгер» (Ohm Krüger) режиссёра Ханса Штайнхофа о событиях Англо-бурской войны и трансваальском политике Пауле Крюгере
- Кубок Муссолини за лучший итальянский фильм: «Железная корона» (La corona di ferro) режиссёра Алессандро Блазетти
- Кубок Вольпи за лучшую мужскую роль: Эрмете Дзаккони за фильм «Дон Буонапарте» (Don Buonaparte)
- Кубок Вольпи за лучшую женскую роль: Луиза Ульрих[итал.] за фильм «Аннели» (Annelie)
- Кубок Биеннале: «Мутная ночь» (Zavaros éjszaka, Венгрия, реж. Фридьеш Бан); комедия Камилло Мастрочинкве «Мужья (Буря души)» (I mariti (Tempesta d’anime)); «Марианела»; «Пропавшие любовные письма» (Die mißbrauchten Liebesbriefe)
- Золотая медаль Биеннале за лучшую режиссуру: Георг Вильгельм Пабст за фильм «Комедианты» (Komödianten)
- Золотая медаль: «Римские сосны» (I pini di Roma) режиссёра Марио Косты[итал.]
- Специальное упоминание: «Ночной мотылёк» (Nocní motýl) чешского режиссёра Франтишека Чапа и «Бастард»